# Stadspark Schothorst
Stadspark Schothorst (de oorspronkelijke naam is Stadsdeelpark Amersfoort - Noord) ligt in de gemeente Amersfoort en heeft een totaal oppervlakte van 112,5 hectare. De aanleg vond plaats rond 1994. Het stadspark wordt omgeven door de woonwijken Schothorst (ten zuiden), Zielhorst (ten oosten), Hoogland (ten westen) en Kattenbroek (ten noorden). Door af te zien van 'snippergroen' in en tussen de omliggende wijken ontstond een groot park. Drie wijkparken, een landgoed en de grote ovale vijver vormen samen het stadspark.

## Geschiedenis
De geomorfologische landschappelijke elementen ter plaatse ontstonden gedurende de laatste ijstijd (zo'n 12.000 jaar geleden), toen werden door verstuiving dekzandruggen gevormd waarvan er een in het park zichtbaar is. De naam van een pad, het Dekzandpad dat over een dekzandrug loopt, herinnert eraan.  In de laagten ontstonden moerassige gebieden en op de hogere zandgronden bossen. In de middeleeuwen werden deze laatste omgezet in landbouwgrond. Archeologische vondsten hebben aangetoond dat er toen ook al boerderijen voorkwamen in het gebied.
In 1780 werd de buitenplaats Schothorst gesticht op de plek waar nu de boerderij ligt met die naam. Tot 1938 was het landgoed in handen van particulieren en daarna van het Centraal Bureau van het Nederlandsche Landbouwcomité van Coöperatieve Aankoopverenigingen die er een instituut voor moderne veevoeding stichtte, waaronder een proefboerderij die in 1978 naar Lelystad verhuisde.
Halverwege de negentiende eeuw legde architect S.A. van Lunteren op Landgoed Schothorst een landschapspark aan met landhuis, koetshuis en orangerie. Dit gehele complex geniet bescherming door opname in het register van rijksmonumenten.
Omstreeks 1970 kocht de gemeente Amersfoort de gronden en opstallen van de boerderij Schothorst en begon de bouw van achtereenvolgens Schothorst-Zuid en Schothorst-Noord. Toen ontstonden ook de eerste plannen voor de inrichting van het gebied als stadspark: een deel zou als sport- en recreatieterrein worden ingericht, een ander deel kreeg een natuureducatieve bestemming, terwijl 20 hectare bleef zoals het was, het landgoed Schothorst.
In 1984 werd het basisplan voor de aanleg van het Stadsdeelpark Amersfoort - Noord aangenomen en zo'n 10 jaar later kreeg het park de huidige vorm.

## Educatie

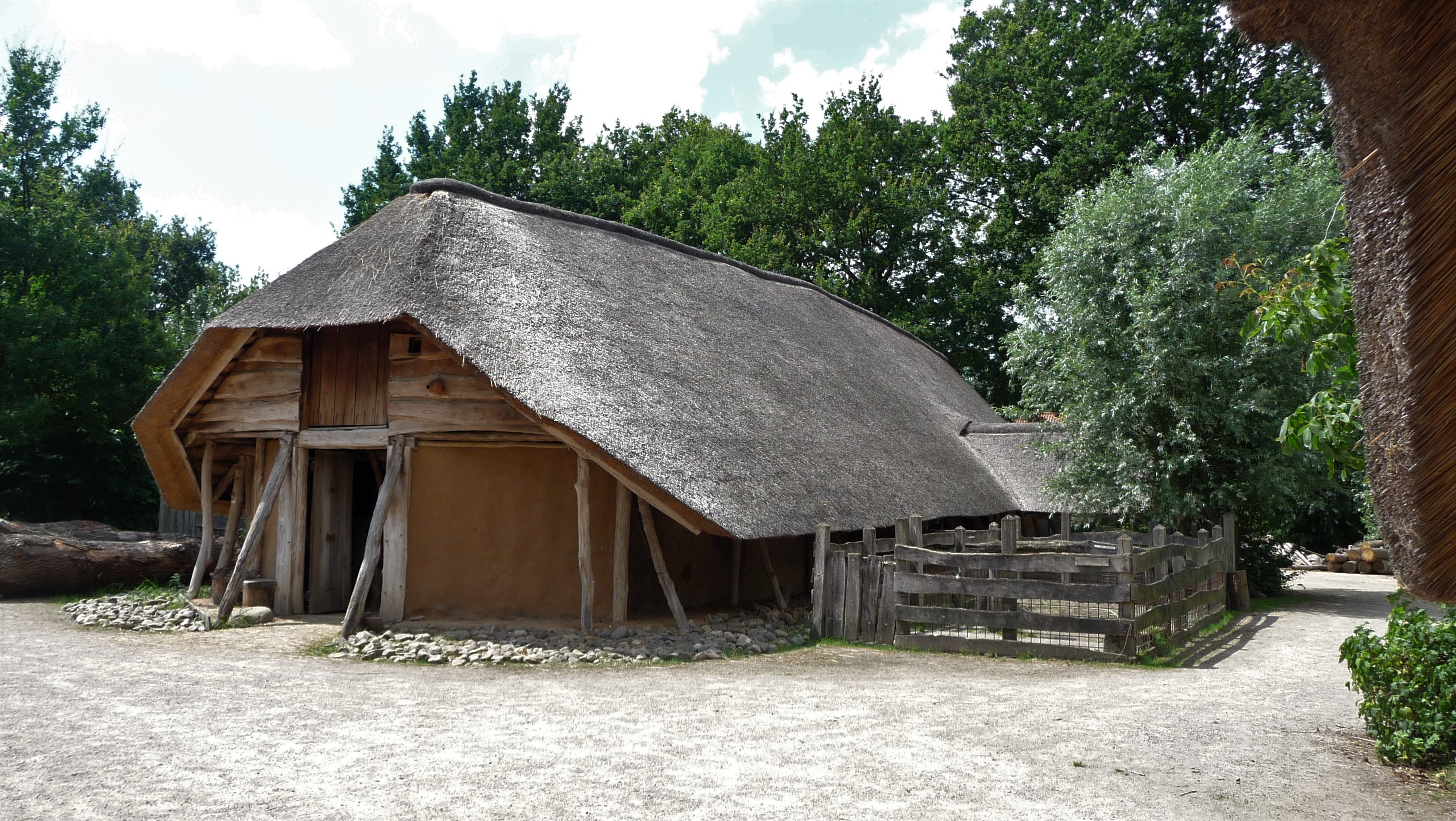
Boerderij Middeleeuws Erf

In 1987 is een gereconstrueerde middeleeuwse boerderij op het landgoed gebouwd, met een zogenaamd middeleeuws erf, waar ’oude landbouwhuisdieren’ worden gehouden zoals het Veluws heideschaap. In de middeleeuwse tuin  groeien gewassen als spelt, pastinaak, en duivenbonen als voorbeelden van middeleeuws voedsel. Ook zijn er op het landgoed educatieve tuinen aangelegd die een beeld geven van de planten- en dierenrijkdom van nabijgelegen landschappen:  de Utrechtse Heuvelrug, de Gelderse Vallei en de Eempolder. 
Het landgoed omvat verder  een aantal moestuinen,  volkstuinen, een publiekssterrenwacht, het Centrum voor Natuur- en Milieu Educatie (CNME), een vlindertuin en natuurbelevingsplekken.
Bovendien is er een gebied met graslanden, struwelen, bossen, moerassen en open water, waarin de natuurlijke ontwikkeling van flora en fauna  voorop staat.

## Recreatie en Evenementen
In het park is, naast de speel- en sportvelden, een evenemententerrein. Jaarlijks vinden hier een aantal terugkerende evenementen plaats: het Pinksterconcours Hoogland en het Dorpsfeest van Hoogland met de Paardensportdagen.

## Fotogalerij

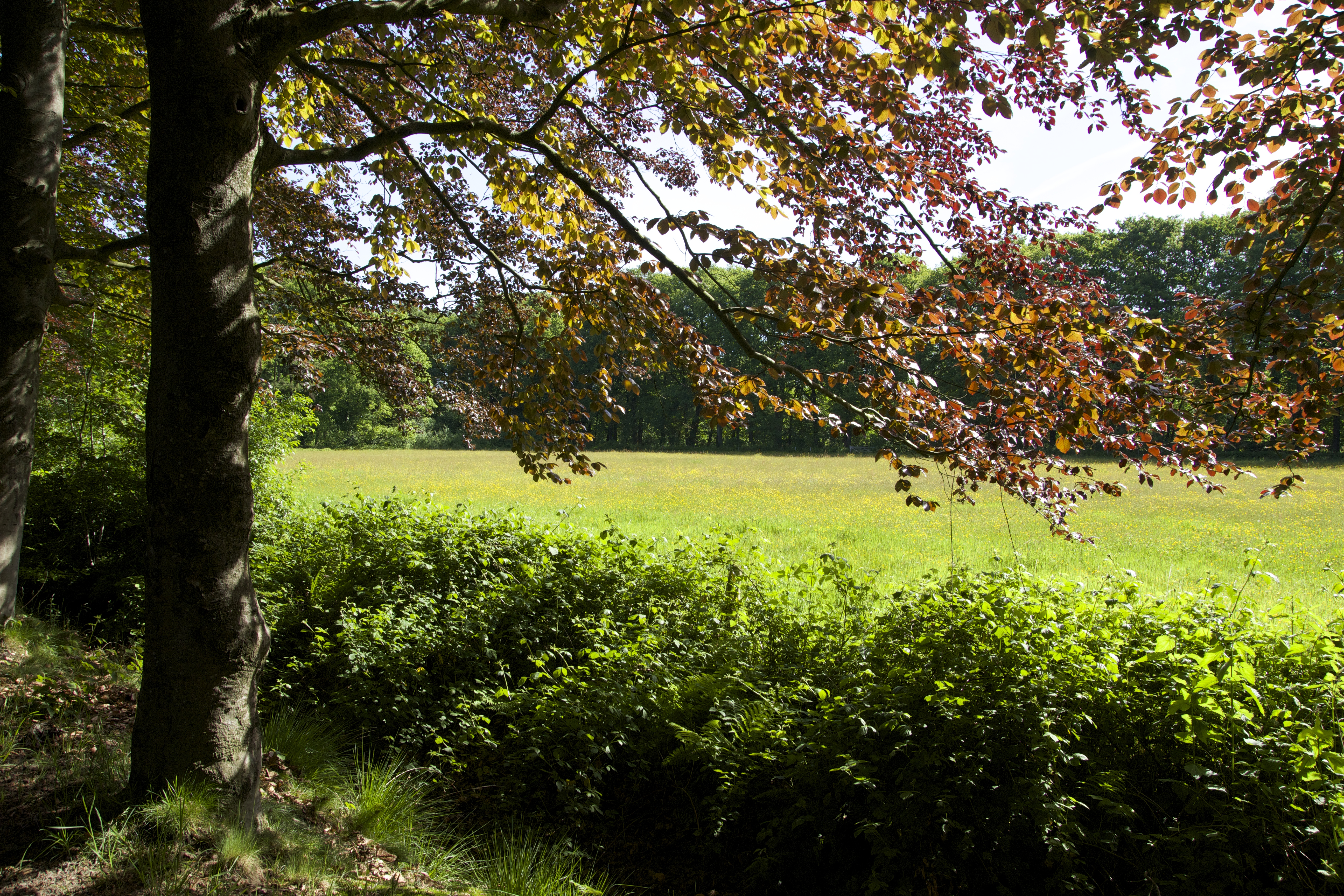
Doorkijkje op een van de weiden
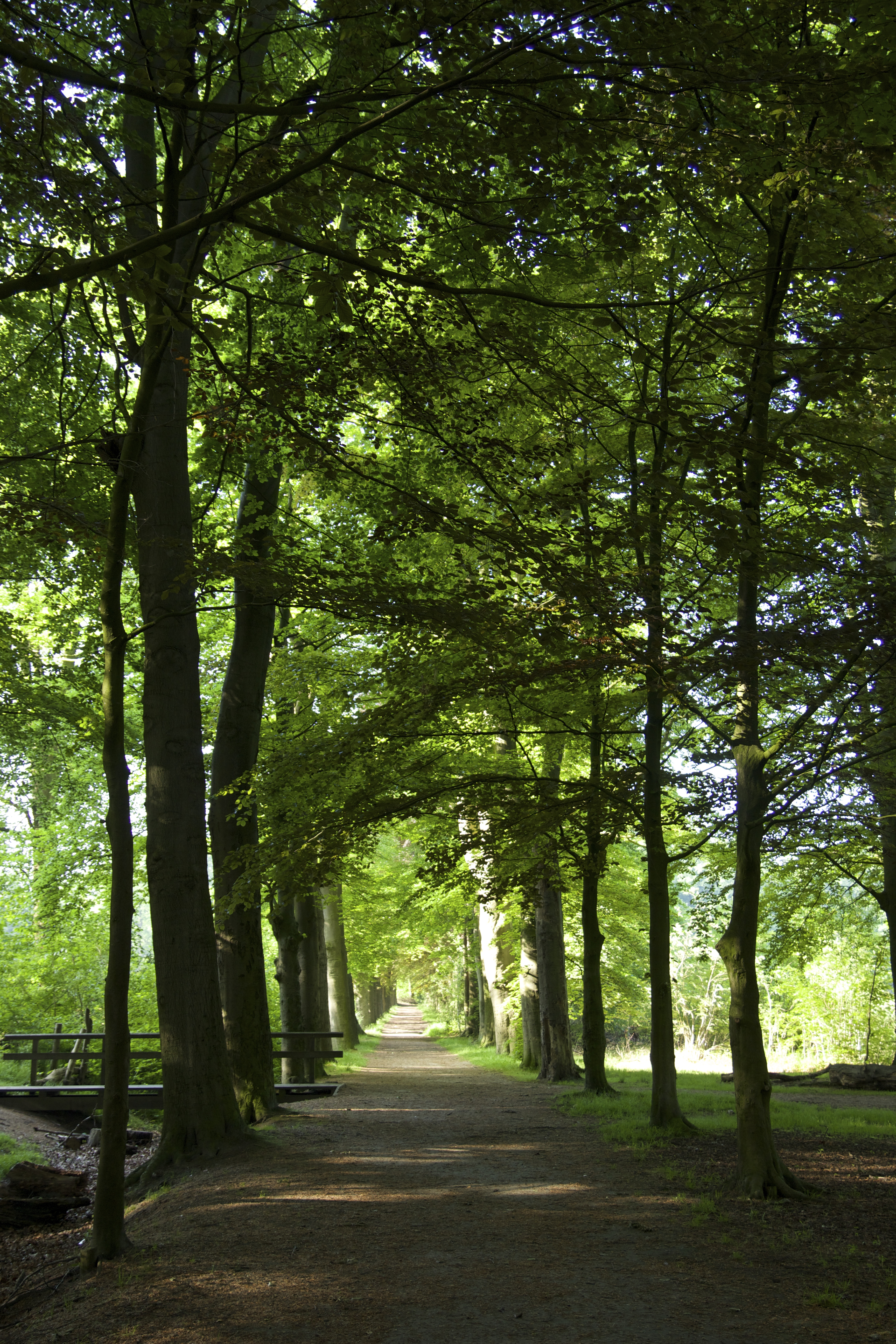
Beukenlaan op Het Landgoed
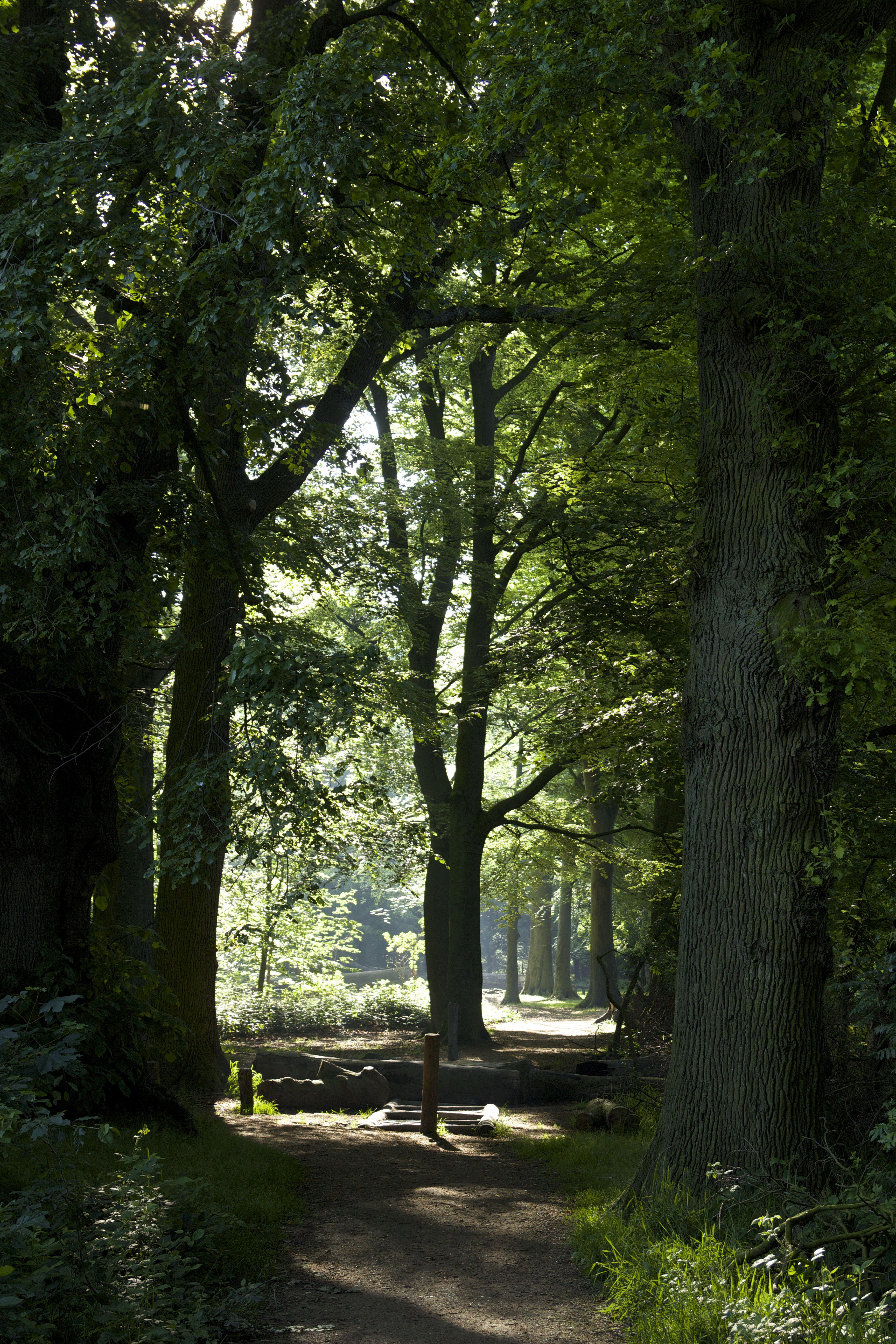
Doorkijkje op het Landgoed
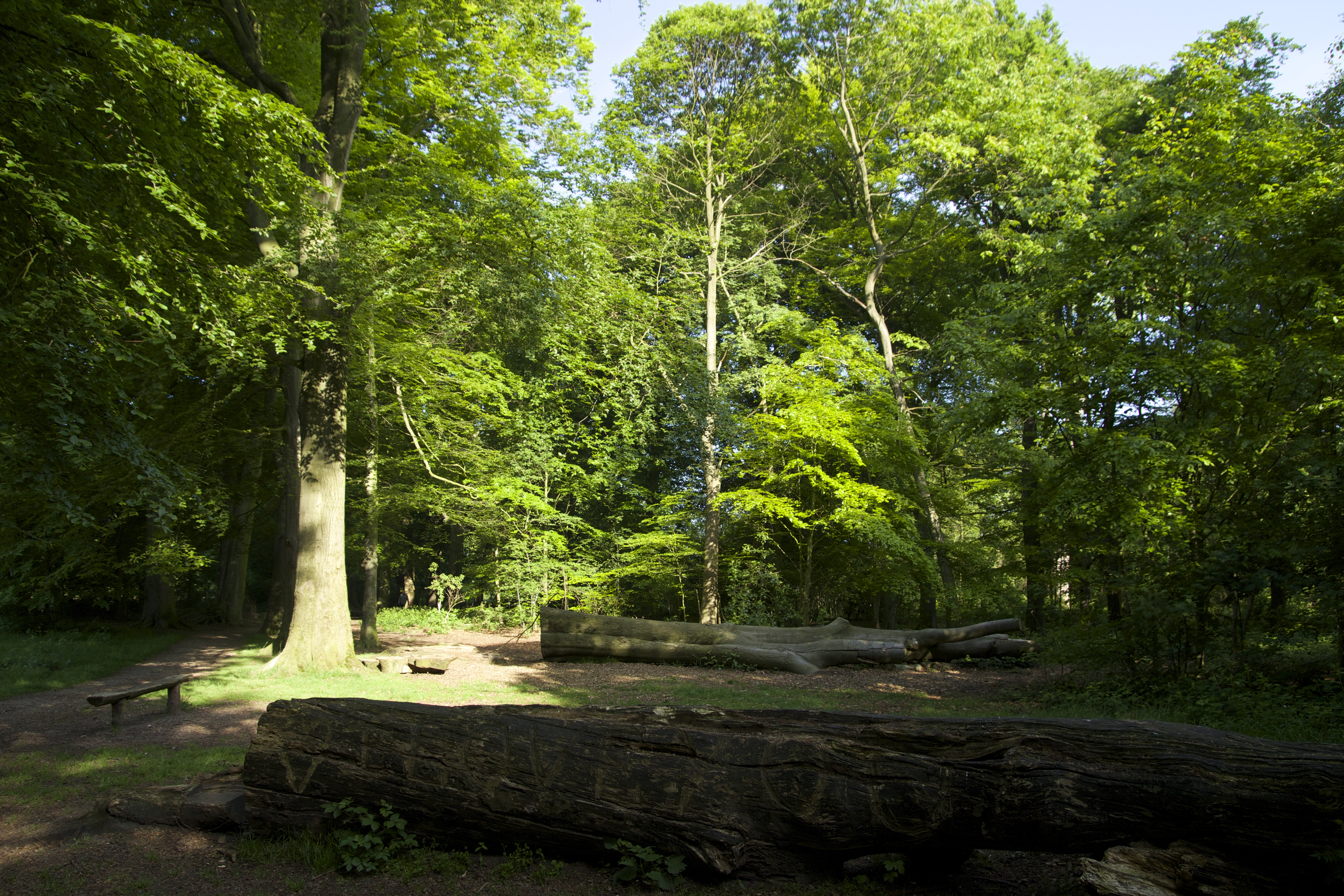
Omgewaaide beuken
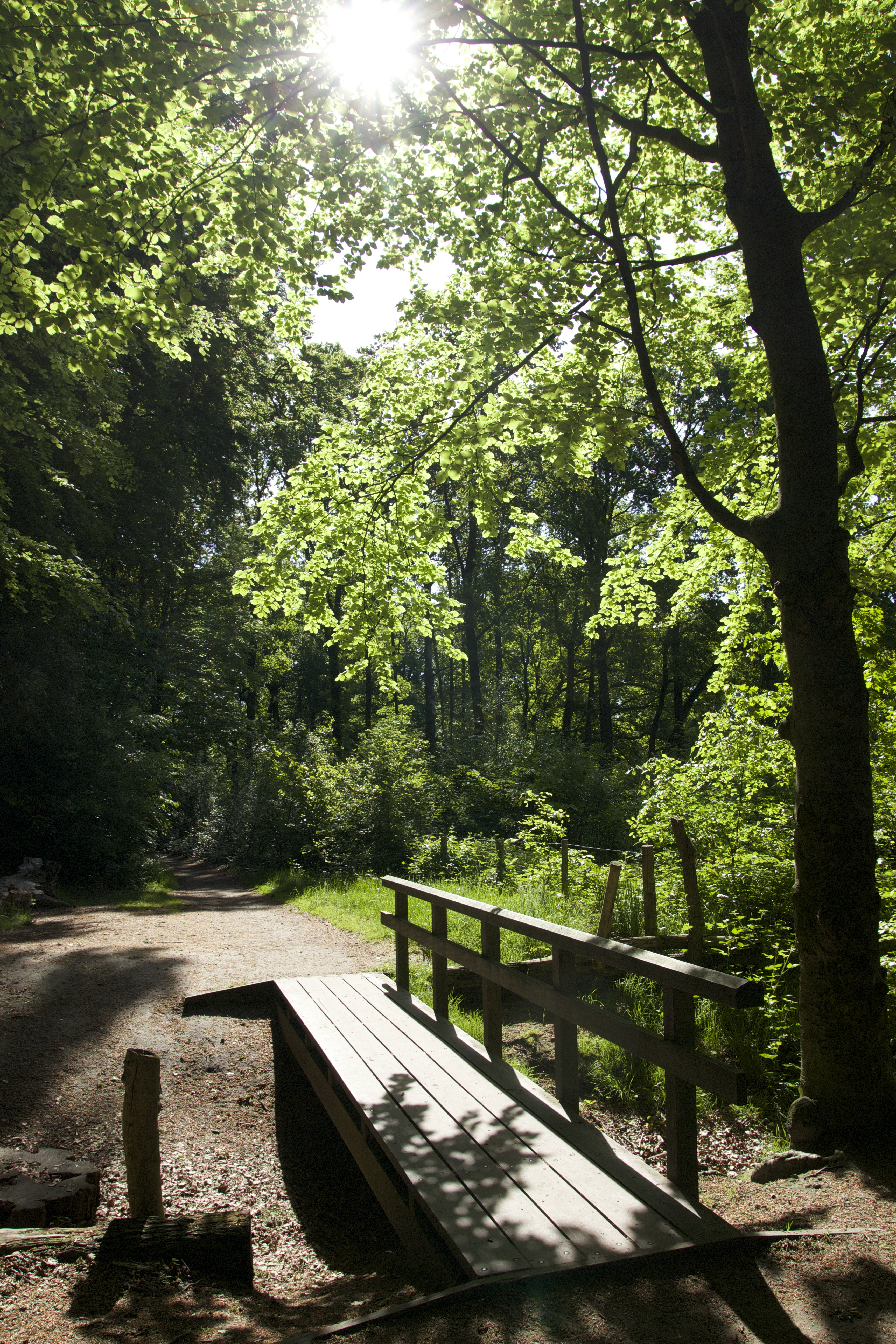
Bruggetje op het Landgoed
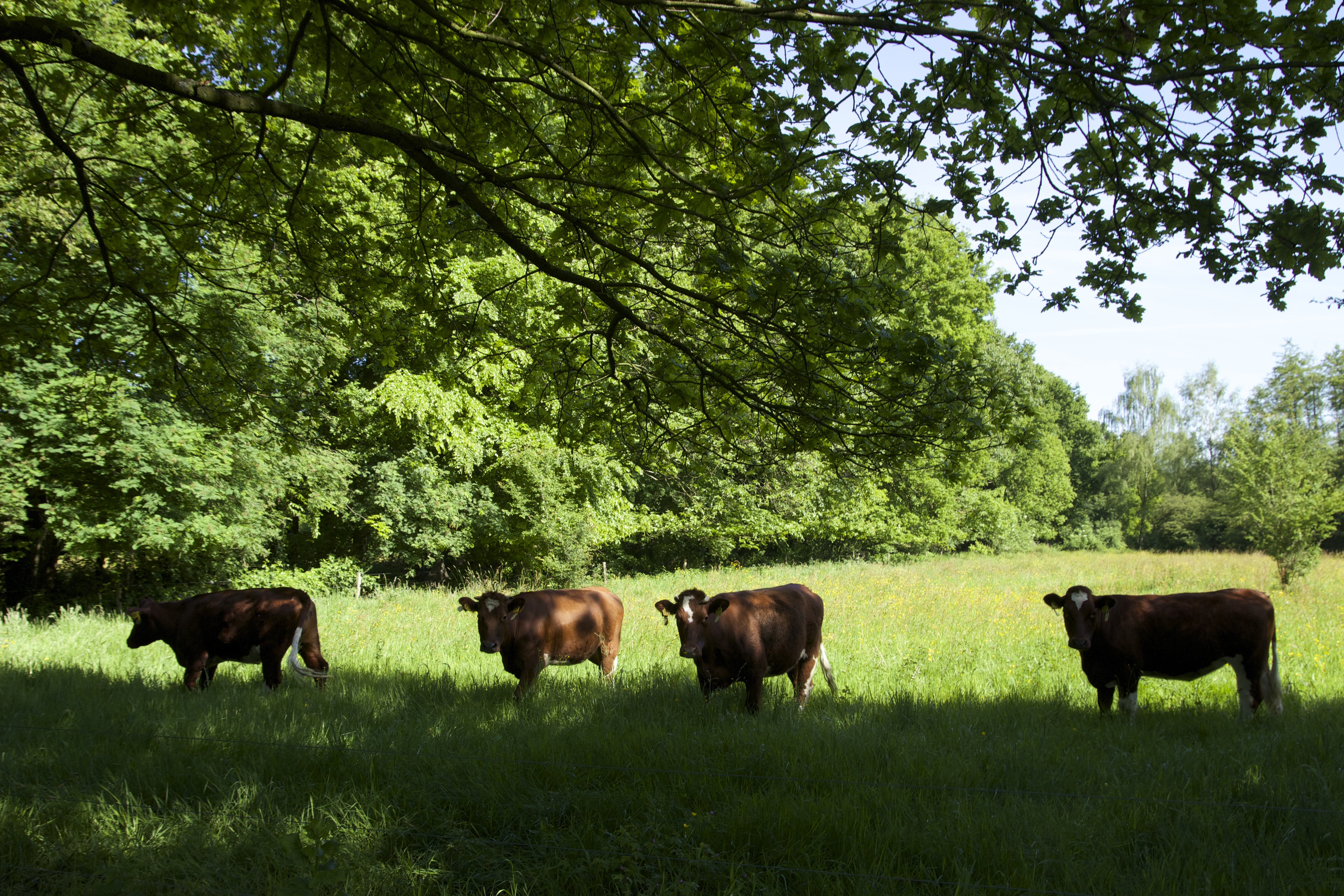
Brandrode runderen in de weide
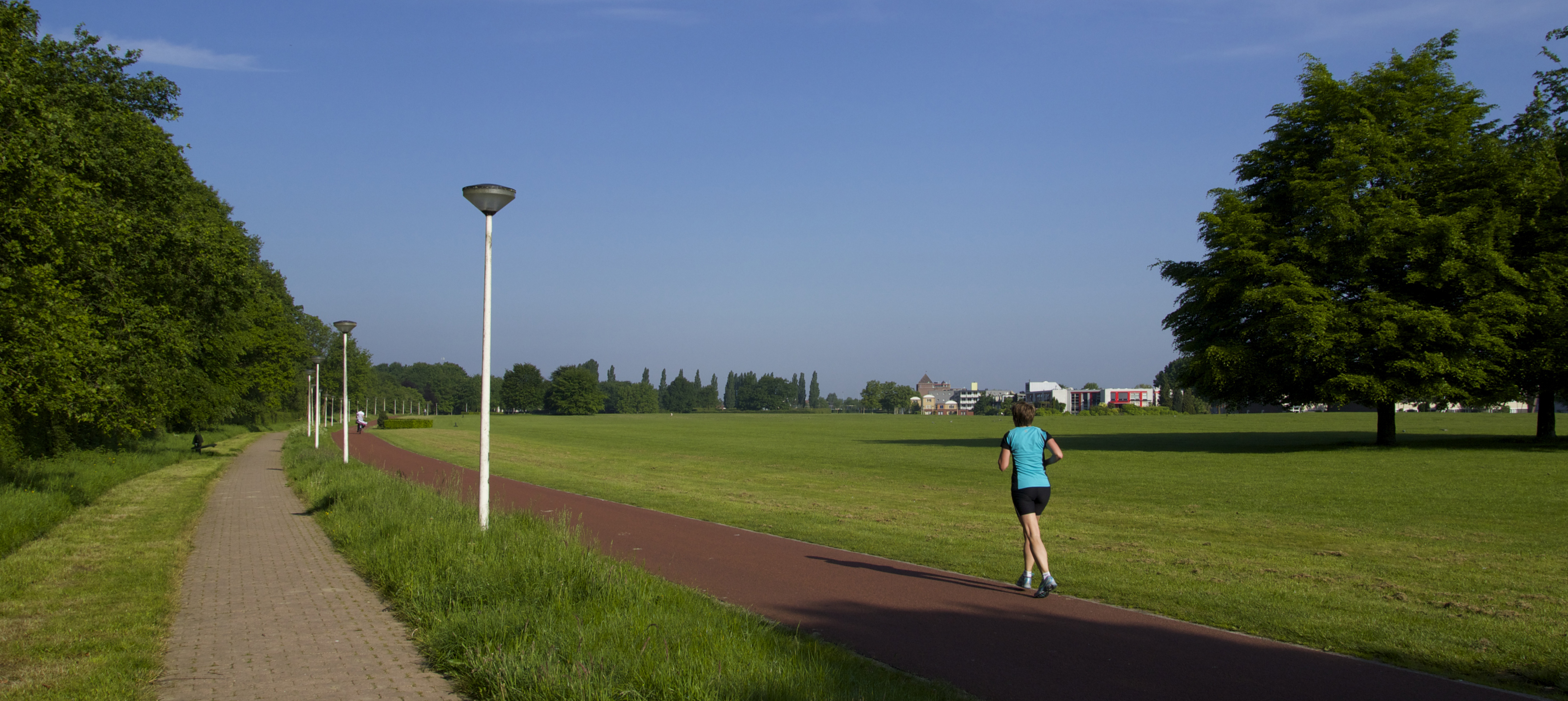
Fietspad van oost naar west op Dekzandrug
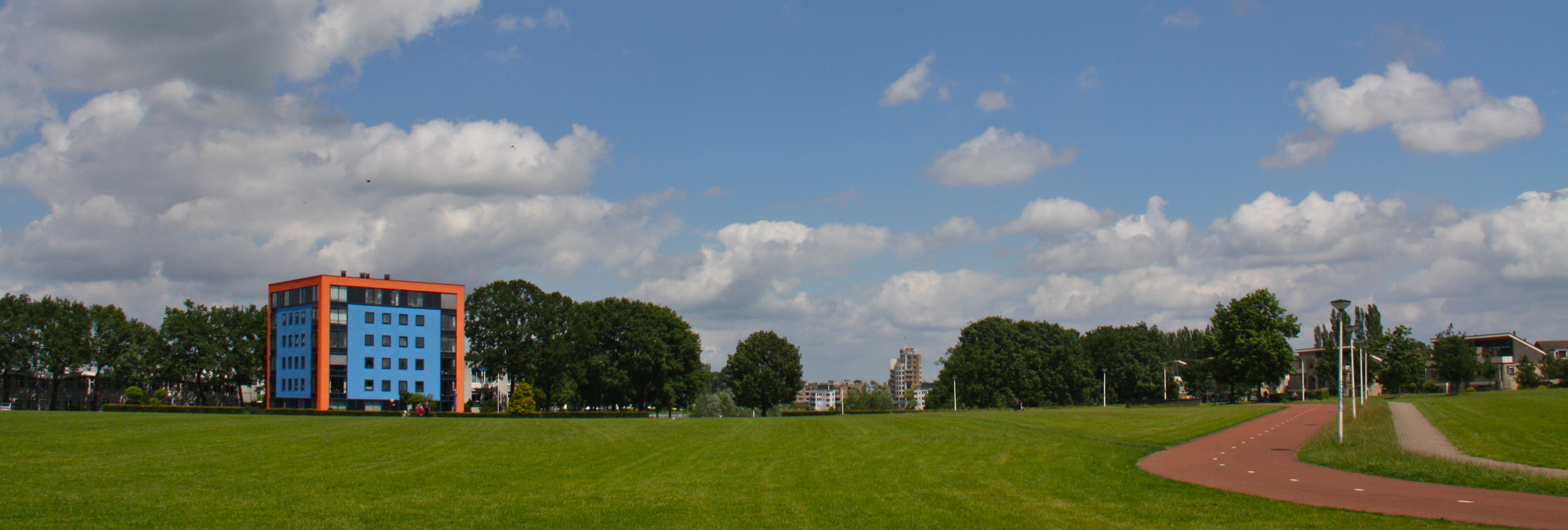
Fietspad van zuid naar noord op Dekzandrug
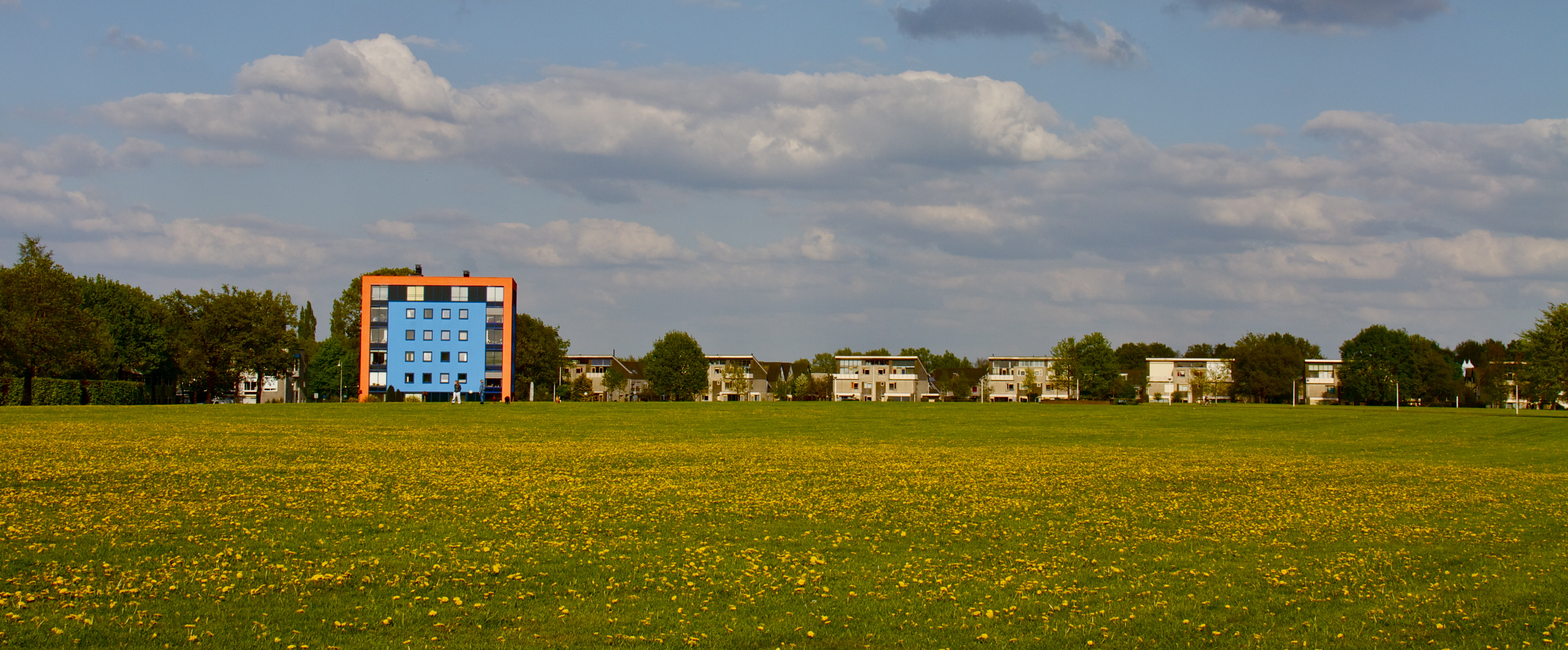
Paardenbloemen in bloei op de Dekzandrug
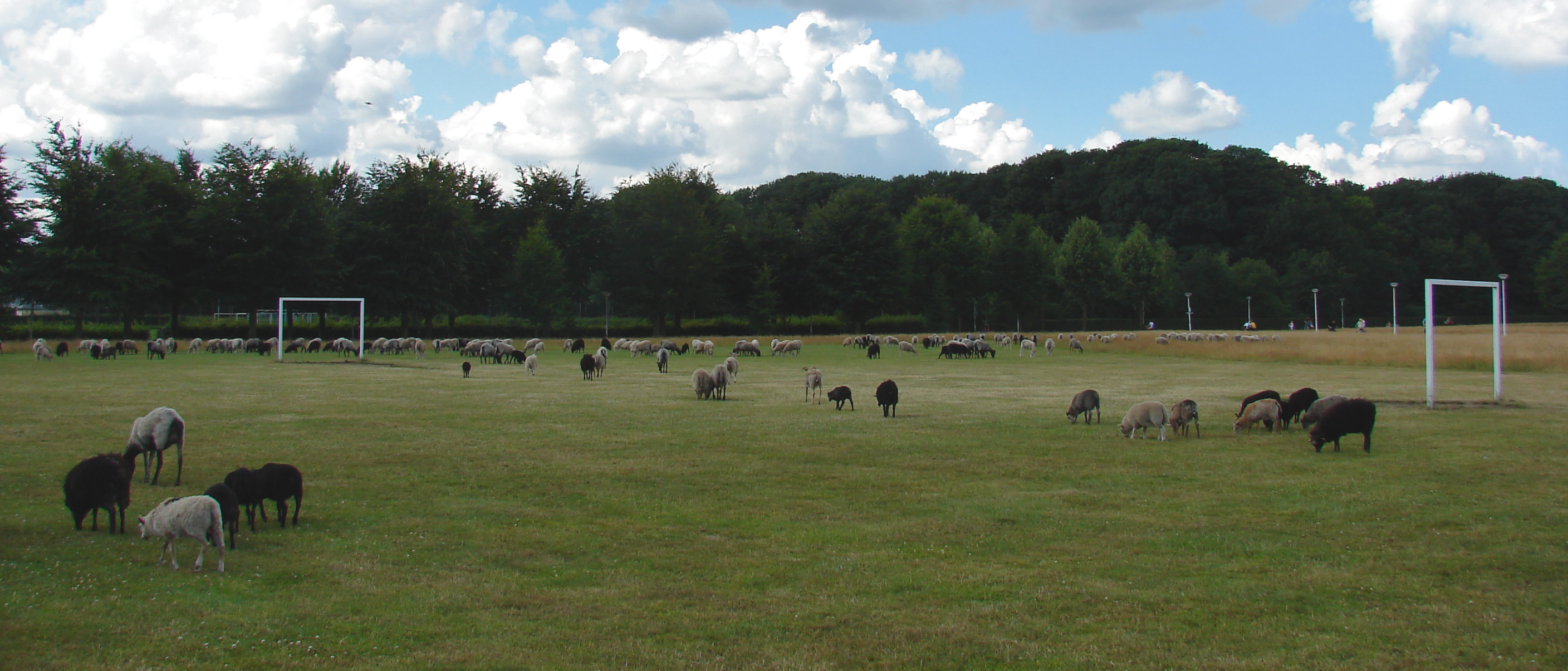
Schapen op de Dekzandrug
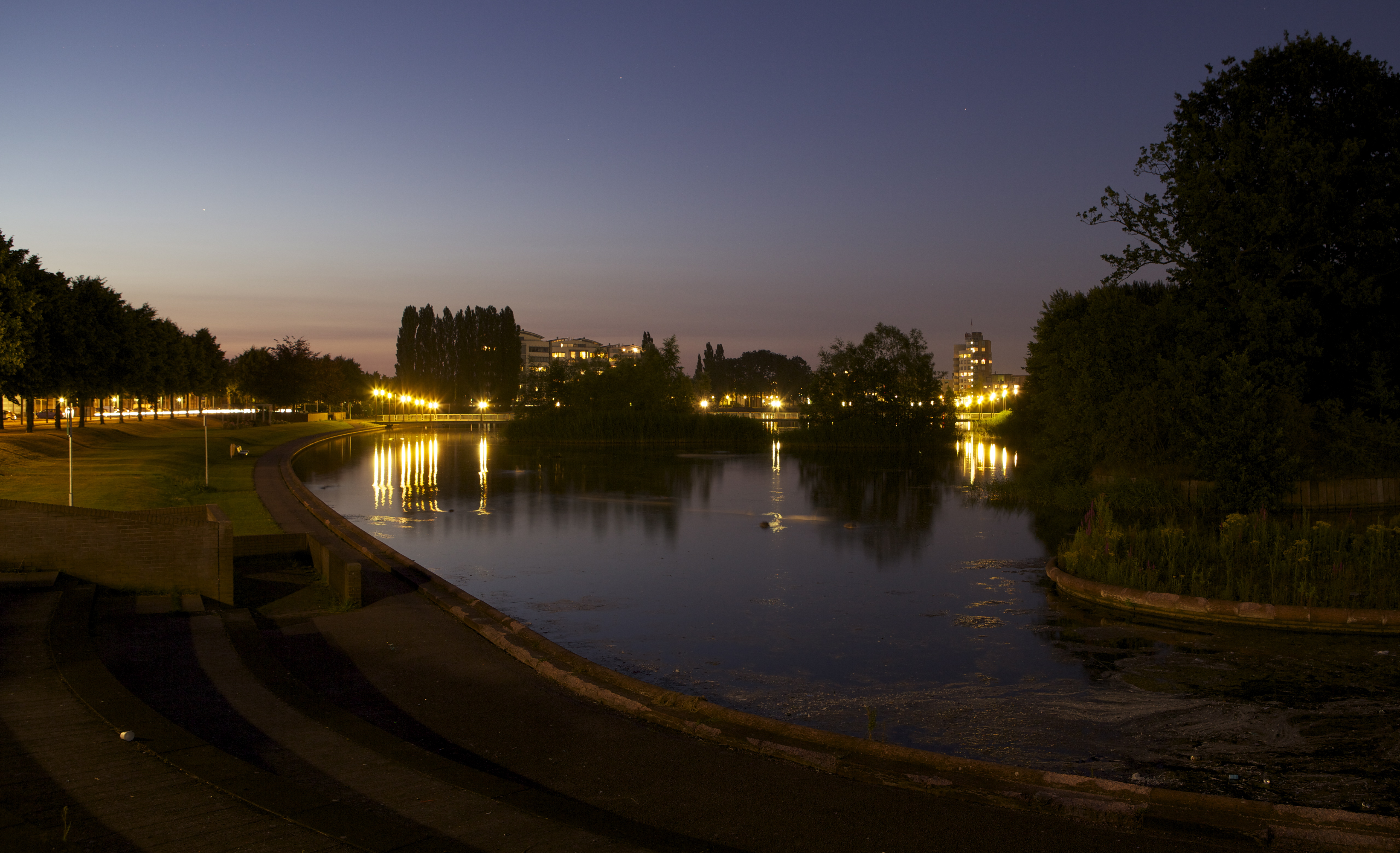
Zomeravond op de grote Stadsvijver bij Emiclaer
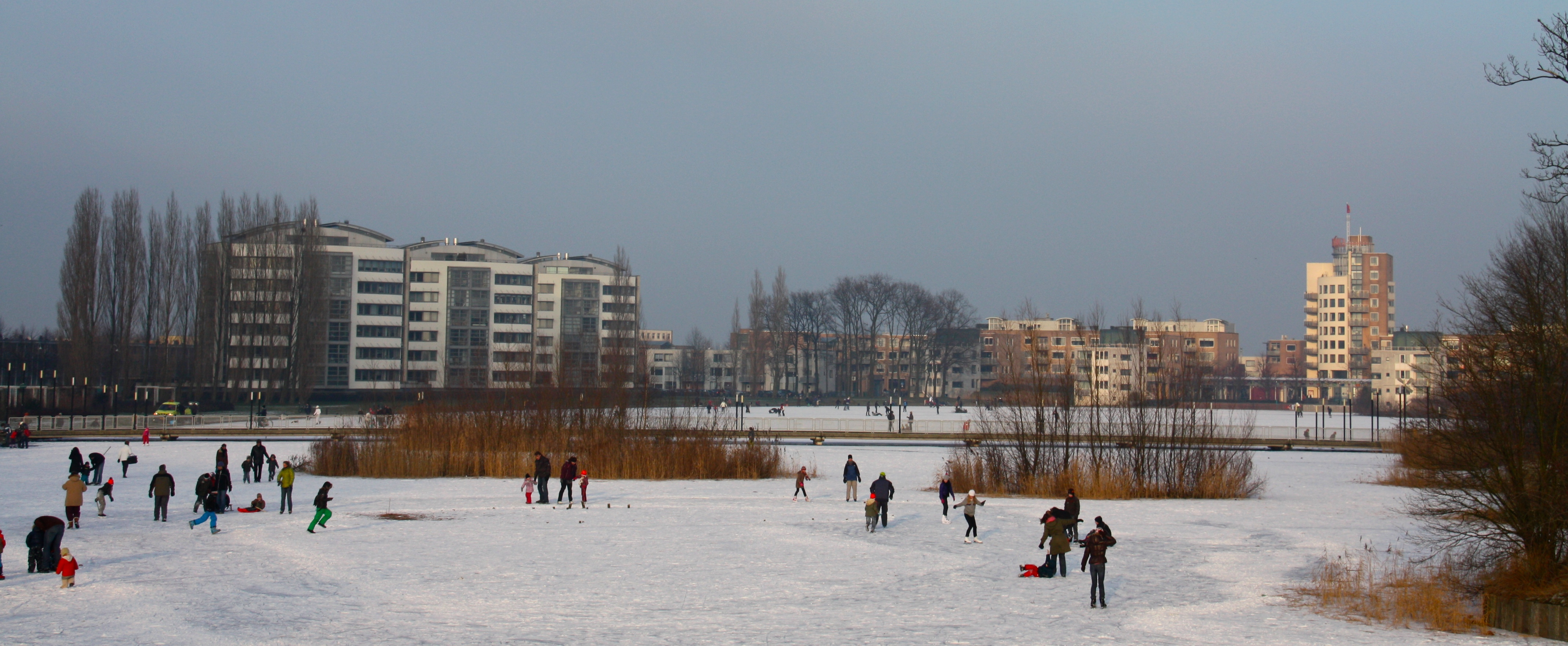
IJspret op de grote Stadsvijver bij Emiclaer
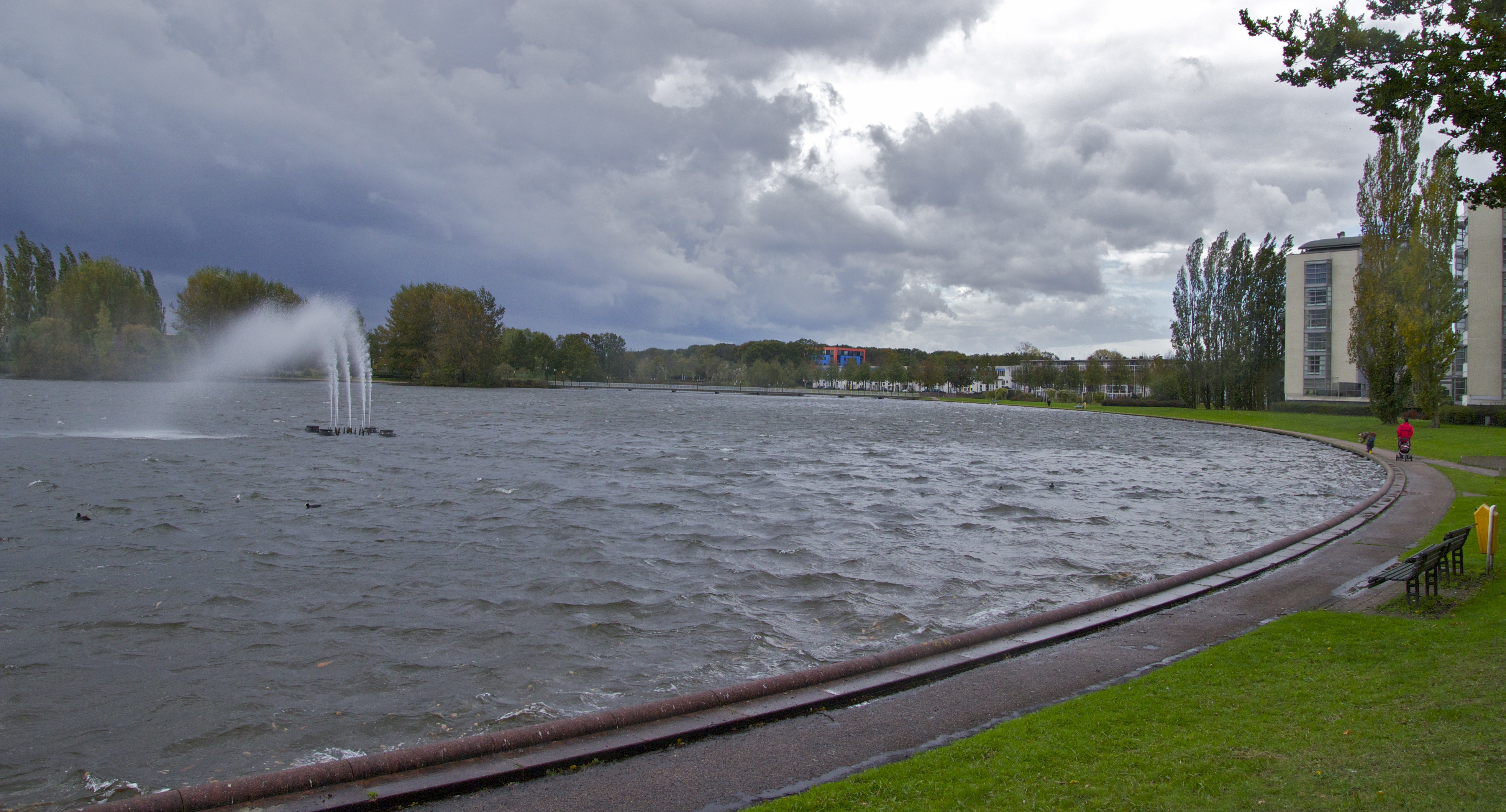
Storm op de grote Stadsvijver bij Emiclaer
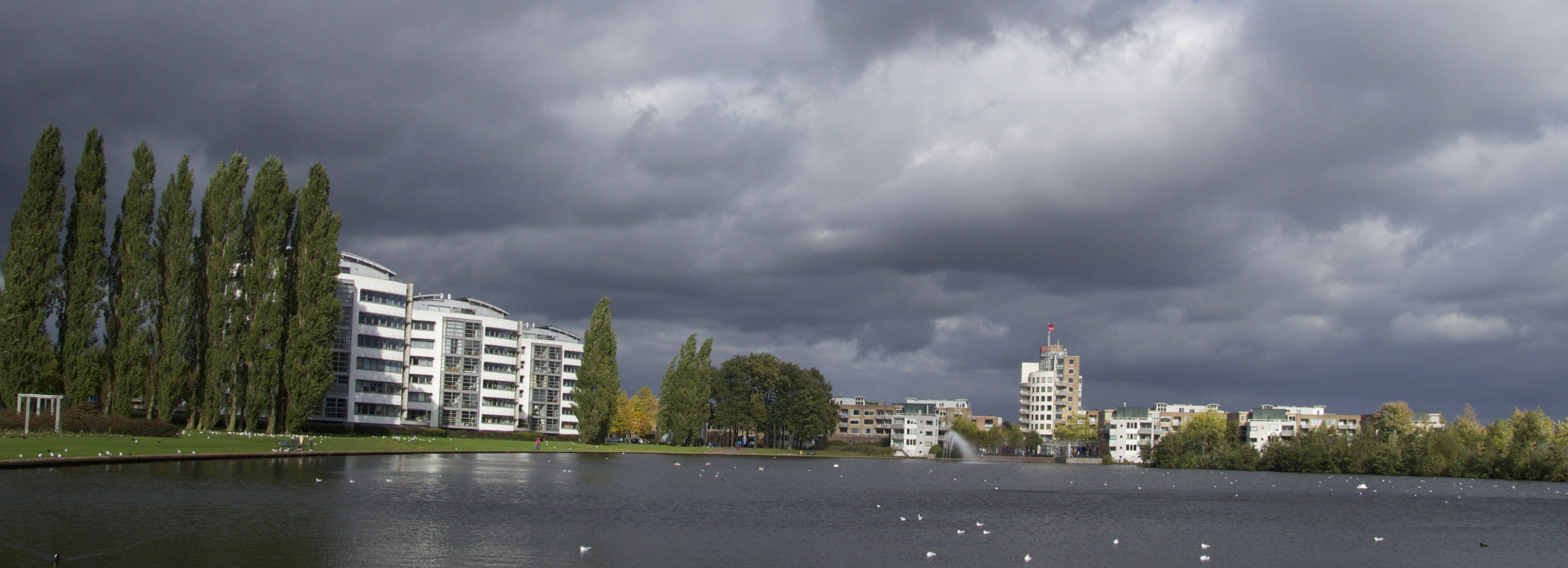
Donkere wolken boven de grote Stadsvijver bij Emiclaer
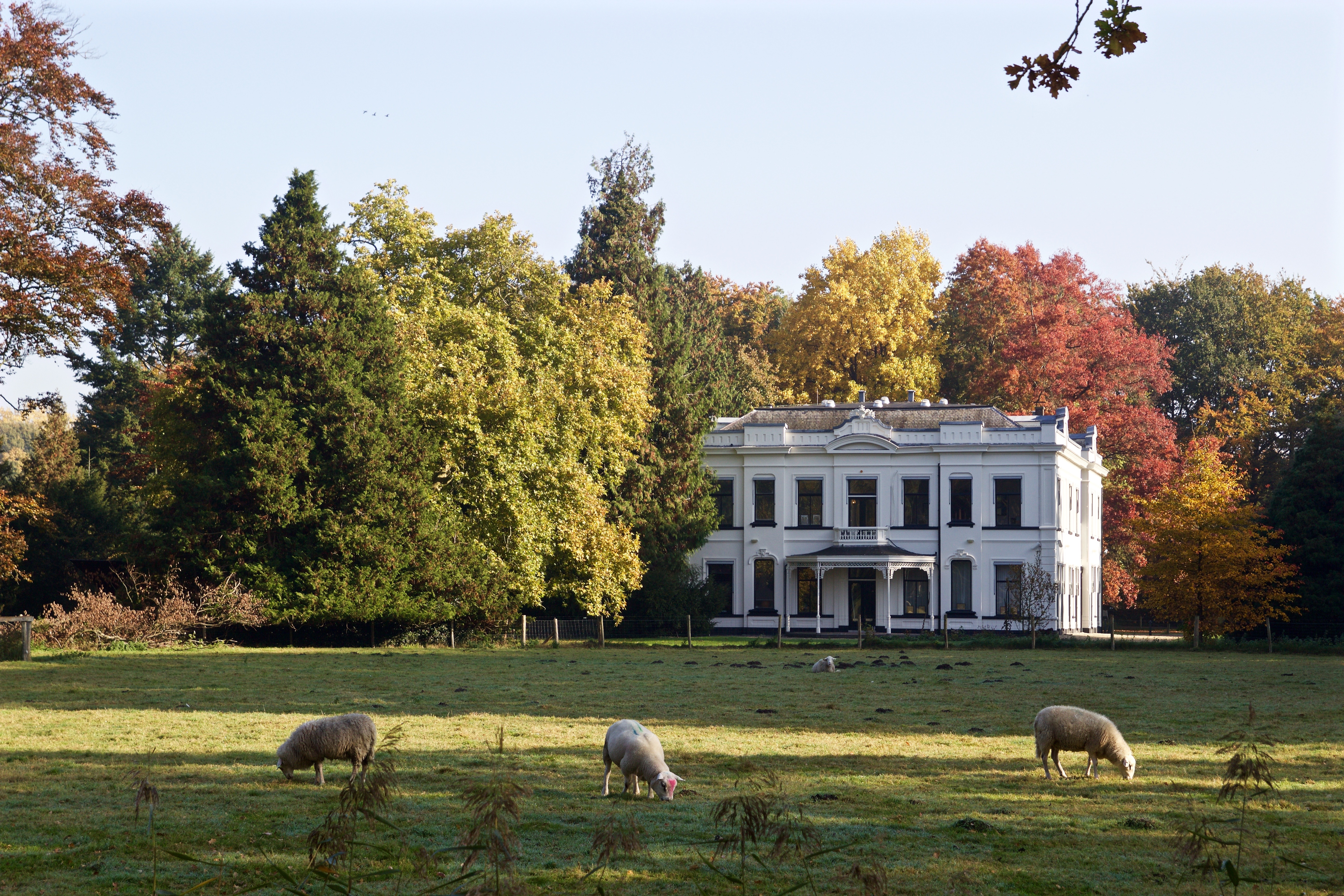
Het Landhuis Schothorst, ook wel "de Witte Villa"
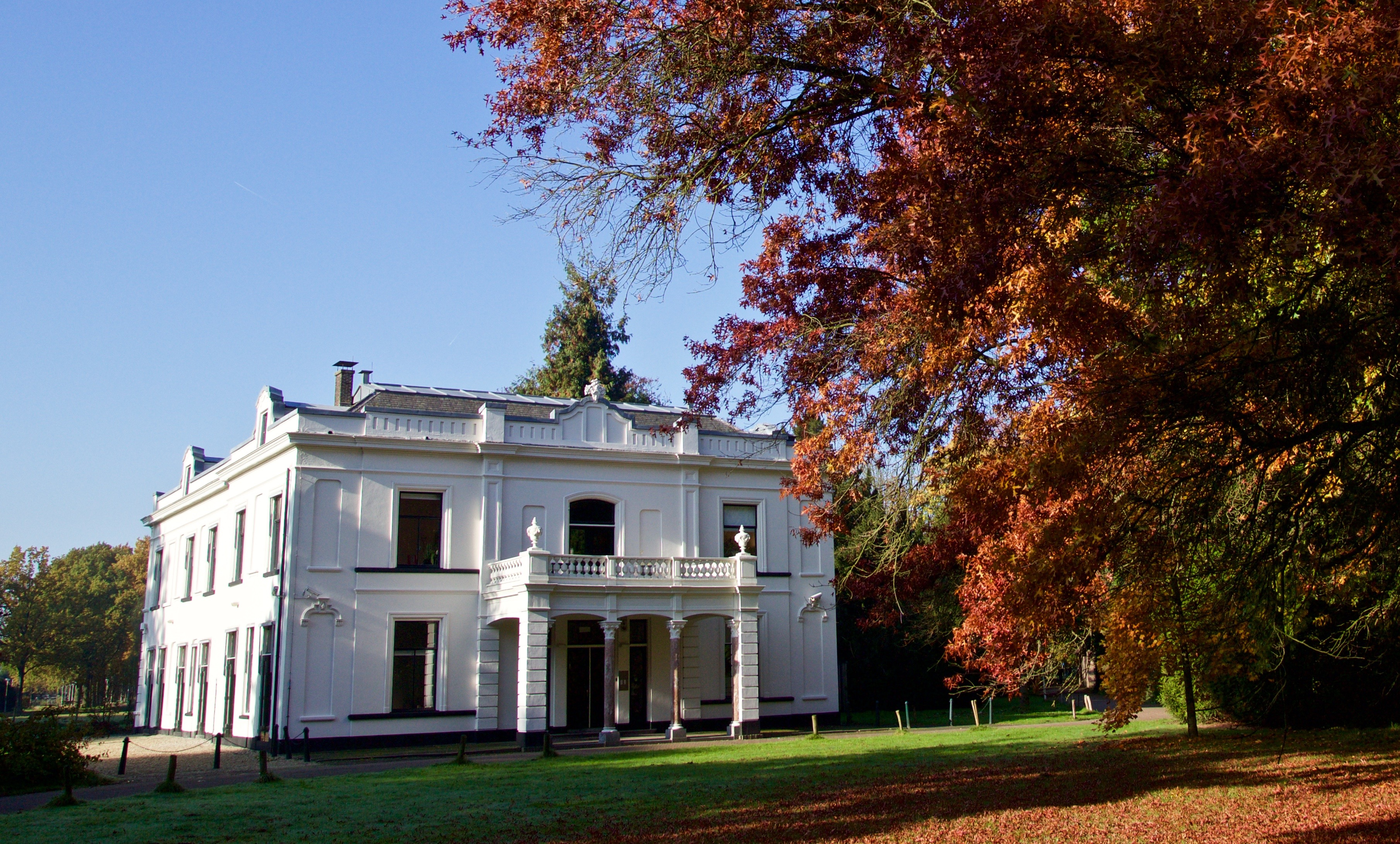
Entree van het Landhuis Schothorst, ook wel "de Witte Villa"